# Miriam Rothschild
Dame Miriam Louisa Rothschild, DBE (* 5. August 1908 in Ashton Wold, Oundle, Northamptonshire; † 20. Januar 2005 ebenda) war eine hochgeehrte britische Meeresbiologin und Zoologin.

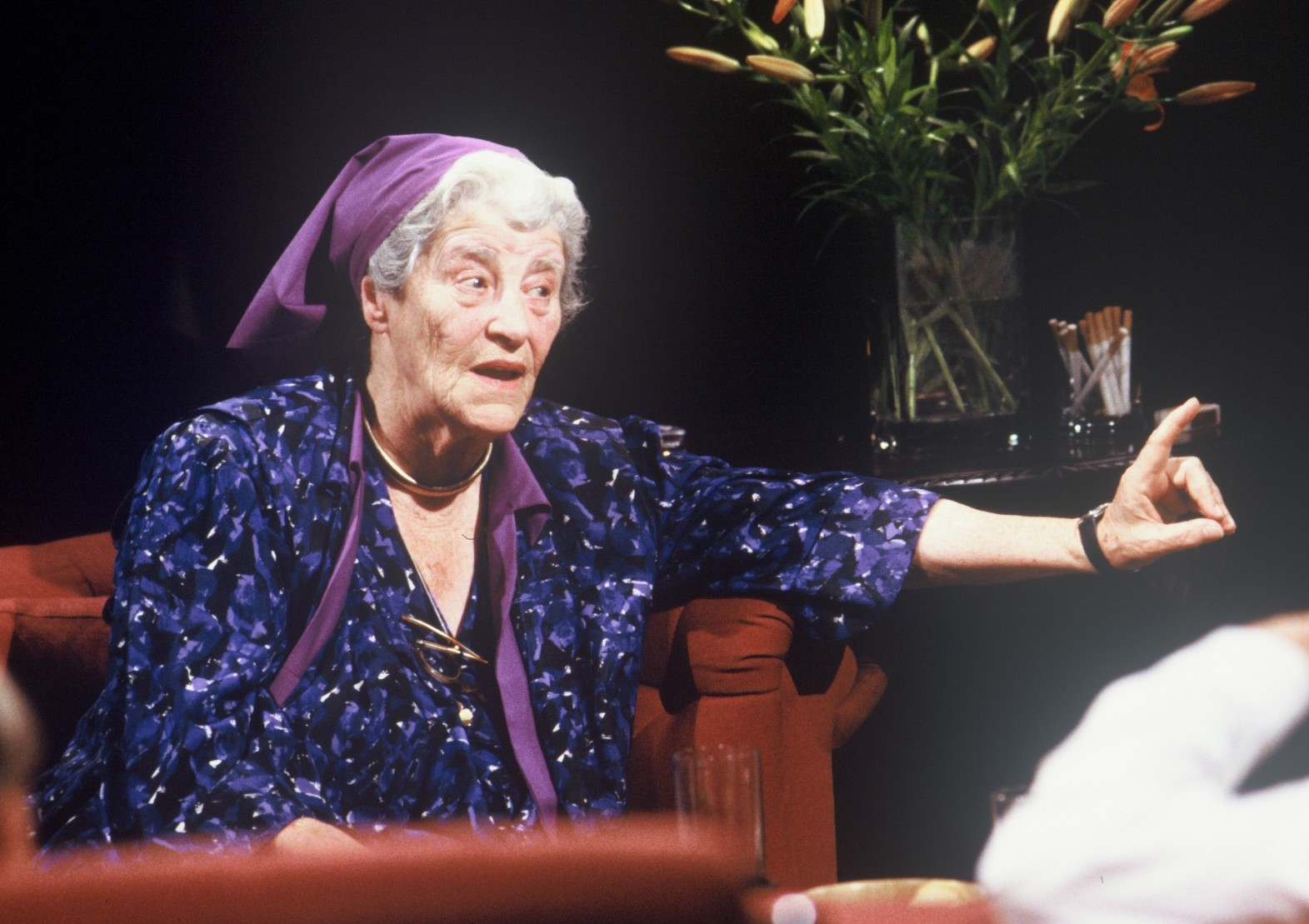
Miriam Rothschild 1988 in der britischen Late-Night-Show After Dark

## Leben und Wirken
Rothschild war die älteste Tochter von Nathaniel Charles Rothschild und die Nichte von Walter Rothschild, 2. Baron Rothschild. Sie besuchte keine Schule, sondern wurde von ihren Eltern unterrichtet. Obwohl  sie keinen Universitätsabschluss hatte, wurden ihr mehrere Ehrendoktorwürden verliehen. Sie galt als herausragende Wissenschaftlerin auf dem Gebiet der Flohforschung, die erste Präsidentin der Royal Entomological Society (ab 1993) und Mitglied der Royal Society.
Als Kind interessierte sich Rothschild für Schmetterlinge und Marienkäfer, später kam dann ihre Liebe zu den Flöhen hinzu, was ihr den Namen „Herrin der Flöhe“ einbrachte. Sie bewahrte die Flöhe in ihrem Schlafzimmer in Plastiktüten auf.
1938 wurde sie in den protokollarischen Rang der Tochter eines Barons erhoben. Während des Zweiten Weltkriegs arbeitete sie in Bletchley Park als Spezialistin für Sprachen. 1982 wurde sie als Commander in den Order of the British Empire aufgenommen und 1999 als Dame Commander desselben Ordens geadelt.
Rothschild war Mutter von sechs Kindern. Neben ihrem Beruf war sie Farmerin und Gutsherrin. Sie hatte zahlreiche Ämter in britischen Fachgesellschaften und Museen inne. Sie veröffentlichte viele Fachbücher und mehr als 300 wissenschaftliche Artikel. Ihren sechsbändigen Katalog der Flöhe widmete sie ihrem Vater und ihrem Onkel Walter, dem 2. Baron Rothschild.
Ihr Labor finanzierte Rothschild durch Erträge ihrer Farm. Sie erhielt Goldmedaillen für ihre Obstanpflanzungen, bekannt wurden ihre qualitativ hochwertige Stachelbeeranpflanzungen. und vor allem ihr Kampf für die Erhaltung der Artenvielfalt britischer Wiesen und Weiden, der auch von Prinz Charles unterstützt wurde. Für ihn legte sie in Highgrove eine Wiese an. Sie stellte als eine der ersten Samenmischungen für Naturwiesen zusammen, die bekannteste ist „Farmer's Nightmare“.
Im Universum-History-Dokudrama Die Rothschild-Saga – Aufstieg, Glanz, Verfolgung (2021) beleuchtete Klaus T. Steindl die Geschichte der Familie Rothschild aus der Perspektive von Miriam Rothschild, dargestellt von Alina Fritsch.